# Sârbi (Vrancea)
Sârbi ist ein rumänisches Dorf im Kreis Vrancea. Es liegt auf einer Höhe von etwa 197 Metern über dem Meeresspiegel. Der Name des Dorfes Sârbi ist bedeutungsgleich mit der rumänischen Bezeichnung für die Serben.

## Quelle
- Geographie Sârbi